# Desmatodon cuneifolius
Desmatodon cuneifolius là một loài rêu trong họ Pottiaceae. Loài này được (Dicks.) Jur. mô tả khoa học đầu tiên năm 1882.